# Кубок Австрії з футболу 1971—1972
Кубок Австрії з футболу 1971–1972 — 38-й розіграш кубкового футбольного турніру в Австрії. Титул ввосьме здобув Рапід (Відень).

## Календар
| Раунд        | Дата                            | Матчі | Клуби   |
| ------------ | ------------------------------- | ----- | ------- |
| Перший раунд | 7-8 серпня 1971                 | 16    | 48 → 32 |
| 1/16 фіналу  | 14 серпня - 26 жовтня 1971      | 16    | 32 → 16 |
| 1/8 фіналу   | 26 жовтня 1971 - 26 лютого 1972 | 8     | 16 → 8  |
| 1/4 фіналу   | 4-5 березня 1972                | 4     | 8 → 4   |
| 1/2 фіналу   | 2-3 травня 1972                 | 2     | 4 → 2   |
| Фінал        | 17 травня/3 червня 1972         | 2     | 2 → 1   |

## Перший раунд
| Команда 1                 | Рахунок      | Команда 2                |
| ------------------------- | ------------ | ------------------------ |
| 6-7 серпня 1971           |              |                          |
| Гогенау (3)               | 3:0          | Зальцбургер АК 1914 (2)  |
| Адміра-Вінер-Нойштадт (2) | 2:0          | Галлайнер (2)            |
| Ферндорф (2)              | 1:0          | Радентгайн (2)           |
| Гогенемс (2)              | 0:2 дч       | Кундль (2)               |
| Аустрія (Лустенау) (2)    | 1:2 дч       | Філлахер (2)             |
| Оберварт (4)              | 2:4 дч       | Відень (2)               |
| Зігендорф (2)             | 2:0          | Тульн (2)                |
| Санкт-Валентін (2)        | 1:3          | ШФ Штікштофф (Лінц) (2)  |
| ШВ Пошт (Відень) (3)      | 0:4 дч       | Ваккер/Адміра (2)        |
| Флавія Солва (3)          | 0:2          | Вінерберг (2)            |
| Шварц-Вайсс (Брегенц) (2) | 4:0          | Аустрія (Інсбрук) (2)    |
| Альтгайм (3)              | 4:1          | Інсбрукер (2)            |
| Генігсберг/Мюрццушлаг (3) | 0:4          | Капфенберг (2)           |
| Пратер (3)                | 1:1 пен. 3:5 | Вінер АК (2)             |
| Гехшт (2)                 | 0:0 пен. 4:3 | Блау-Вайсс Фельдкірх (2) |
| Аустрія (Клагенфурт) (2)  | 1:1 пен. 2:4 | Рапід (Лієнц) (2)        |

## 1/16 фіналу
| Команда 1                 | Рахунок      | Команда 2           |
| ------------------------- | ------------ | ------------------- |
| 14 серпня 1971            |              |                     |
| Філлахер (2)              | 2:3          | Аустрія (Зальцбург) |
| Вінерберг (2)             | 4:4 пен. 4:3 | ЛАСК Лінц           |
| Зігендорф (2)             | 0:3          | Штурм               |
| Адміра-Вінер-Нойштадт (2) | 2:4          | Аустрія (Відень)    |
| Кундль (2)                | 0:3          | Айзенштадт          |
| Капфенберг (2)            | 2:3          | Зіммерингер         |
| ШФ Штікштофф (Лінц) (2)   | 1:1 пен. 3:4 | Ферст Вієнна        |
| 15 серпня 1971            |              |                     |
| Шварц-Вайсс (Брегенц) (2) | 4:0          | Бішофсгофен         |
| Відень (2)                | 0:7          | ФОЕСТ (Лінц)        |
| Гогенау (3)               | 0:3          | Рапід (Відень)      |
| Гехшт (2)                 | 3:5          | Вінер Шпорт-Клуб    |
| Ферндорф (2)              | 1:3          | Донавіц (Леобен)    |
| Альтгайм (3)              | 1:2          | Ваккер (Інсбрук)    |
| Ваккер/Адміра (2)         | 2:1          | Адміра/Ваккер       |
| 26 жовтня 1971            |              |                     |
| Рапід (Лієнц) (2)         | 2:1          | Грацер              |
| Вінер АК (2)              | +:-*         | ВШГ Ваттенс (-)     |

* - клуб ВШГ Ваттенс об'єднався із клубом Ваккер (Інсбрук).

## 1/8 фіналу
| Команда 1                 | Рахунок      | Команда 2         |
| ------------------------- | ------------ | ----------------- |
| 26 жовтня 1971            |              |                   |
| Шварц-Вайсс (Брегенц) (2) | 1:3          | Аустрія (Відень)  |
| 4 грудня 1971             |              |                   |
| ФОЕСТ (Лінц)              | 1:1 пен. 5:4 | Ваккер (Інсбрук)  |
| Рапід (Відень)            | 6:1          | Штурм             |
| Вінер Шпорт-Клуб          | 3:0          | Рапід (Лієнц) (2) |
| Зіммерингер               | 0:1          | Айзенштадт        |
| 5 грудня 1971             |              |                   |
| Аустрія (Зальцбург)       | 3:1 дч       | Донавіц (Леобен)  |
| Вінерберг (2)             | 1:0          | Ваккер/Адміра (2) |
| 26 лютого 1972            |              |                   |
| Ферст Вієнна              | 2:1          | Вінер АК (2)      |

## 1/4 фіналу
| Команда 1        | Рахунок | Команда 2           |
| ---------------- | ------- | ------------------- |
| 4 березня 1972   |         |                     |
| Аустрія (Відень) | 2:1     | Ферст Вієнна        |
| Рапід (Відень)   | 3:1     | ФОЕСТ (Лінц)        |
| 5 березня 1972   |         |                     |
| Вінер Шпорт-Клуб | 2:0     | Айзенштадт          |
| Вінерберг (2)    | -:+     | Аустрія (Зальцбург) |

## 1/2 фіналу
| Команда 1        | Рахунок | Команда 2           |
| ---------------- | ------- | ------------------- |
| 2 травня 1972    |         |                     |
| Вінер Шпорт-Клуб | 3:1 дч  | Аустрія (Зальцбург) |
| 5 березня 1972   |         |                     |
| Рапід (Відень)   | 6:2     | Аустрія (Відень)    |

## Фінал
| Команда 1               | Заг. | Команда 2      | 1-й матч | 2-й матч |
| ----------------------- | ---- | -------------- | -------- | -------- |
| 17 травня/3 червня 1972 |      |                |          |          |
| Вінер Шпорт-Клуб        | 3:4  | Рапід (Відень) | 2:1      | 1:3 дч   |

### Перший матч
| 17 травня 1972 |

| Вінер Шпорт-Клуб                | 2:1      | Рапід (Відень)  |
| ------------------------------- | -------- | --------------- |
| Рінкер 48' (пен.) Вустінгер 53' | Протокол | Б'єррегаард 21' |

| Вінер Шпорт-Клуб-Плац, Відень Глядачів: 12 000 Арбітр: Пауль Шиллер |

### Повторний матч
| 3 червня 1972 |

| Рапід (Відень)               | 3:1 дч   | Вінер Шпорт-Клуб |
| ---------------------------- | -------- | ---------------- |
| Флегель 56' Лоренц 69', 107' | Протокол | Гермаєр 16'      |

| Пфаррвізе, Відень Глядачів: 14 000 Арбітр: Адольф Матіас |